# Блахтин, Алексей Григорьевич
Алексей Григорьевич Блахтин (1906—1983) — советский агроном и административно-хозяйственный работник, руководитель в собес, ВОКС, Главлит СССР и других организаций. Входил в Группу советских военных специалистов в Корее (1950—1951).

## Биография
Родился 22 февраля (7 марта) 1906 года в деревне Маршнево, Дмитриевская волость (Фатежский уезд) Курской губернии в семье крестьян бедняков. Его отец имел 1 надел земли и семью из 9 человек.

### Образование
1919 — учащийся курсов Грамчека (Чрезвычайная комиссия по ликвидации неграмотности) по подготовке учителей грамматики для взрослых. в городе Дмитриев.
1920—1922 — учащийся Воронец-Плещеевского сельскохояйственного училища.
1920—1923 — учащийся вечерней средней школы в городе Дмитриев.
1923—1926 — учащийся Сельскохозяйственной школы в городе Стодомище, Смоленской обл.
1930—1931 — Отделение полеводства, Агрономический факультет Академии им. К. А. Тимирязева. (Высшие агропедкурсы), специальность — агроном.
1930—1931 — Высшие педагогические курсы при С.-Х. Академии им. К. А. Тимирязева. Свидетельство № 027.
1953—1956 — Факультет политической экономики Университета Марксизма-Ленинизма. Свидетельство № 000177.
- Владел корейским языком (читал со словарём).

### Трудовая деятельность

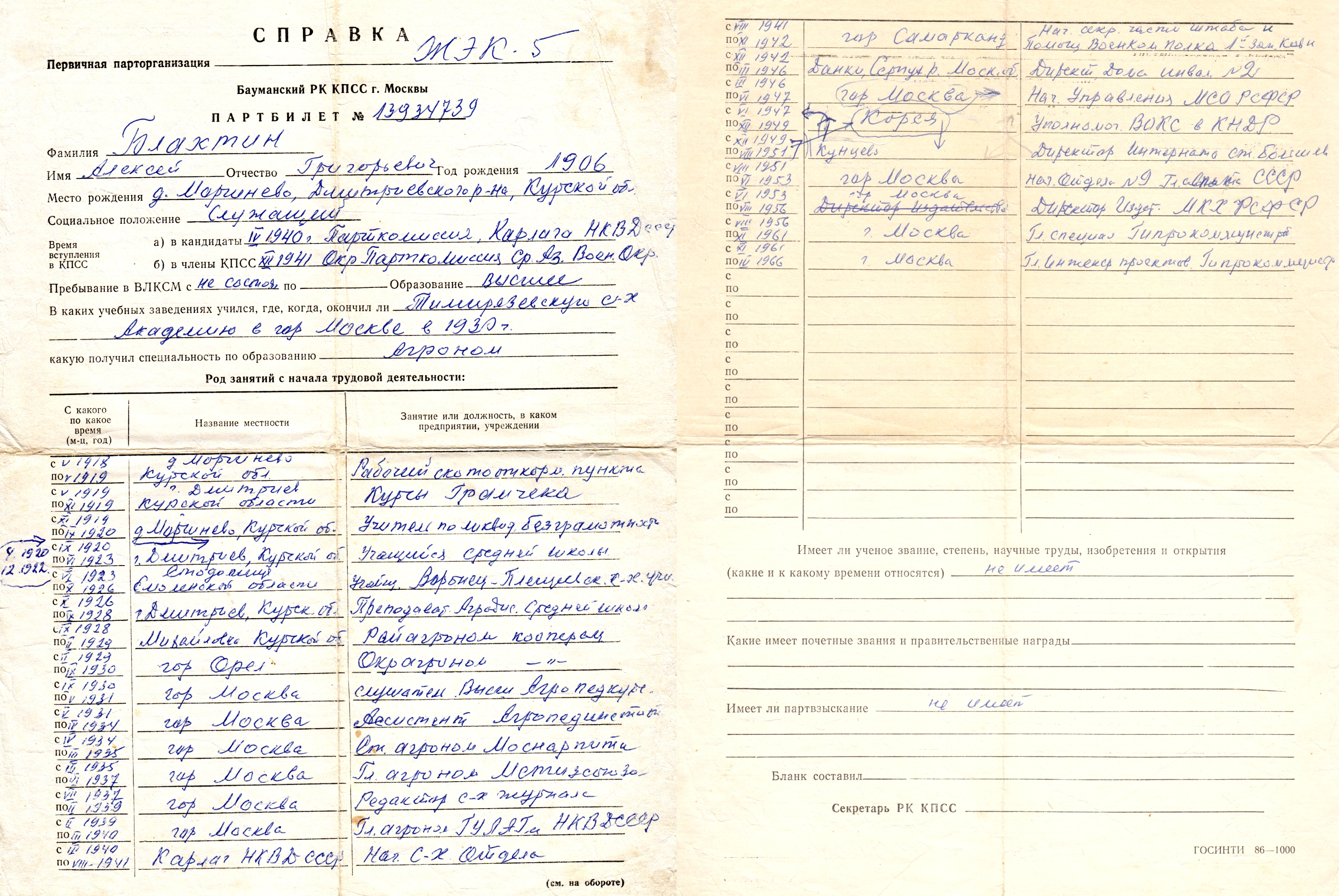
Анкета в Бауманском РК КПСС, 1966.

1915—1918 — сезонный рабочий в экономии помещика в деревне Маршнево. Получал 10 копеек в день.
1918—1919 — рабочий скотооткормочного пункта.
1919—1920 — Учитель по ликвидации безграмотности. По декрету В. И. Ленина по мобилизации грамотных, читал населению газеты и журналы в деревне Маршнево.
1921—1923 — Разведчик Части особого назначения (ЧОН) в городе Дмитриеве. Политрук курсов ВЧК.
1926—1928 — учитель средней 9-летней школы в городе Дмитриев.
Агроном
1928—1930 — агроном по коллективизации, организатор колхозов в посёлке Михайловский (Курская область) (1928—1929) и в городе Орёл («Окрагроном», 1930).
1931—1934 — ассистент и преподаватель на кафедре кормодобывания Агропединститута ТСХА и Моссовпартшколы (на общественных началах) в Москве/
1934—1935 — старший агроном Моснарпита в Москве. Член сельскохозяйственной секции Моссовета
1935—1937 — главный агроном совхоза Совнарпита Метизсоюза в Москве. Член сельхозсекции Моссовета и общественный инспектор Мос. Обл. РКИ.
1937—1939 — редактор сельскохозяйственного журнала «Лён и конопля» в Москве.
1939—1941 — главный агроном и начальник СВО Карлага ГУЛАГ НКВД СССР. Руководил сельскохозяйственными работами 40 тысяч человек, обрабатывающих 2,2 млн гектар земель. Угольная шахта, 22 тыс. голов крупного рогатого скота, 740 тыс. овец, 22 маслодельных и сыроваренных завода, 2 мясокомбината, много техники.. Начальник сельскохозяйственного отдела (март 1940-август 1941).
Война
1941—1942 — с согласия политотдела, ушёл в советскую армию помощником комиссара кавалерийского полка, лектора и пропагандиста. Читал лекции по истории войн. Был ранен, с 5 июля по 17 октября 1942 года в госпитале № 342 в Самарканде, был комиссован. Будучи инвалидом 2 группы, на 2 месяца вступил в ряды истребительного батальона под Серпуховом. Взял на воспитание 2 детей в возрасте 1-2 года и содержал 2 стариков, родственники которых погибли на войне. Капитан в отставке, состав войск — политический.
Официальная должность Август 1941 — ноябрь 1942 — начальник секретной части штаба и помощник военкома полка, 1-й Зам. Кавк.
Собес
В 1942—1951 годах работал в системе социального обеспечения.
декабрь 1942— март 1946 — директор Интерната инвалидов Отечественной войны № 2 и Дома престарелых родителей воинов в городе Серпухов. Директор промкомбината Центросоюза.
Был первым директором Дома инвалидов № 2 Мосгорсобеса. Главным врачом был М. Д. Лехно. В учреждении был собственный рентгенкабинет, стоматологический, процедурные, провизорская, аптека и библиотека в 56 тысяч томов.
Принял эвакуацию из Дома инвалидов № 5 в № 2. Организовывал посевную и сбор урожая в 1944—1945 годах.
В 1946—1947 годах — начальник Управления МСО РСФСР в Москве.
В 1947—1949 годах — директор Интерната старых большевиков в Переделкино.
В декабре 1949 года ЦК КПСС утвердило А. Г. Блахтина Уполномоченным по культурным связям в КНДР. Руководил тремя «Домами культуры», печатной газетой, с коллективом более 60 человек. Поддерживал связи с писателем Ли-Ги-Еном. С 17 февраля 1950 года был в КНДР. Работал «директором Дома культуры» (по записи в трудовой книжке), а с 17 августа 1950 года — Уполномоченным Всесоюзного общества культурной связи с заграницей «ВОКС» в городе Пхеньян. В это время на Корейском полуострове проходили военные действия с участием советских военных специалистов, и крупные военные операции:
- Осеннее наступление войск ООН (15 сентября — 26 октября 1950)
- Пхеньян-Хыннамская операция (25 ноября — 24 декабря 1950 года)

Возможно под названием «Дома культуры» в это время подразумевался «госпиталь» или «Дом инвалидов», опытом работы в котором обладал А. Г. Блахтин.
Главлит
Вернувшись из Пхеньяна, 4 сентября 1951 года, был назначен начальником отдела № 9 Главлита СССР. 27 мая 1953 года был освобождён от должности в связи с реорганизацией аппарата Главлита. В качестве цензора проверял сигнальные экземпляры книг и энциклопедий по теме гигиена и санитария Начальник № 9 отдела по охране военных и государственных тайн в печати, Управления при Совете Министров СССР в Москве. Руководимый им коллектив контролировал все научные и технические издательства (более 20), и все научные и научно-популярные журналы (более 120). По реформе 1953 года эти функции перешли к НКВД СССР.
Июнь 1953 — август 1956 — директор книжно-журнального издательства Издательства Министерства коммунального хозяйства (МКХ) РСФСР, и главный редактор картотек Спец"Гипрокоммунстрой" с тиражом 50 тысяч экземпляров.
Целина
Поехал на целину по Постановлению Совета министров СССР № 422 от 18 мая 1961 года. 1961—1966 — главный инженер проектов на целине в Кустанайской области. Руководил большой группой архитекторов, геологов и гидрологов, которые разработали и защитили более тысячи проектов жилых, культурно-бытовых и производственных комплексов. Создали 54 оргхозплана «усадеб целинных совхозов» со всеми видами городского благоустройства. Числился в Институте «Гипрокоммунстрой» МКХ РСФСР. Начальником проектного кабинета, главным инженером проекта (1956—1966).

### Общественная работа
Избирался и более 7 лет выполнял работу заместителя председателя правления Всесоюзного Научно-технического общества ВНИТОЛЕС.
Участвовал в работах сессий Верховного Совета СССР и 12 съезда Профсоюзов СССР.
Более 10 лет Секретарь партбюро ЖЭК № 5 Бауманского района Москвы. Более 30 лет на выборной партийной работе.

### Последние годы жизни
Выйдя на пенсию работал (с перерывами):
- 1966—1970 В отряде ВОХР Управления снабжения хозяйственных организаций Госкомитета по материально-техническому снабжению Совета Министров СССР.
- 1970—1975 Сторожем в отделе охраны Свердловского района г. Москвы.
- 1975—1978 Кладовщиком на фабрике «Красная заря».

Скончался 21 января 1983 года в Москве (гипертонический криз). Похоронен на Ваганьковском кладбище в Москве.

## Членство в организациях
В ВЛКСМ не состоял.
Апрель 1940 года — кандидат в члены ВКП(б) в парткомиссии Карлага НКВД СССР.
- Член ВКП(б) (КПСС) с декабря 1941 года в окружной Парткомиссии Средне-Азиатского военного округа[6].

Член политбюро различных организаций по идеологическим вопросам.

## Награды и премии
- 1945 — Премия — Лучшему работнику социального обеспечения Мосгорсобеса.
- 1946 — Медаль «За победу над Германией в Великой Отечественной войне 1941—1945 гг.»
- 1946 — Медаль «За доблестный труд в Великой Отечественной войне 1941—1945 гг.»
- 1949 — Медаль «В память 800-летия Москвы»
- 1965 — Медаль «За освоение целинных земель»
- 1966 — Юбилейная медаль «Двадцать лет Победы в Великой Отечественной войне 1941—1945 гг.»
- 1969 — Юбилейная медаль «50 лет Вооружённых Сил СССР»
- 1970 — Медаль «В ознаменование 100-летия со дня рождения Владимира Ильича Ленина»
- 1970 — Знак «25 лет победы в Великой Отечественной войне»
- 1975 — Юбилейная медаль «Тридцать лет Победы в Великой Отечественной войне 1941—1945 гг.»
- 1977 — Медаль «Ветеран труда»

## Семья
Племянник — А. П. Пономарёв — полковник КГБ, начальник управления охраны Кремля.
Жена — Мария Тимофеевна (1909—1980)
- Сыновья: Томик (1930—1934); Анатолий (род. 1941).

Жена — Е. Ф. Второва (1912—2000).

## Адреса
Адреса связанные с А. Г. Блахтиным:
- Москва: Лобковский переулок, дом 1/19. Кв. 4; Чистые пруды, дом 9. Кв. 6; Люблинская улица, дом 5.
- Московская область: Немчиново (бывшая деревня Немчиновка, дом 3).